# Psapharochrus doctus
Psapharochrus doctus är en skalbaggsart som först beskrevs av Bates 1880.  Psapharochrus doctus ingår i släktet Psapharochrus och familjen långhorningar. Inga underarter finns listade i Catalogue of Life.